# Monumento às Etnias

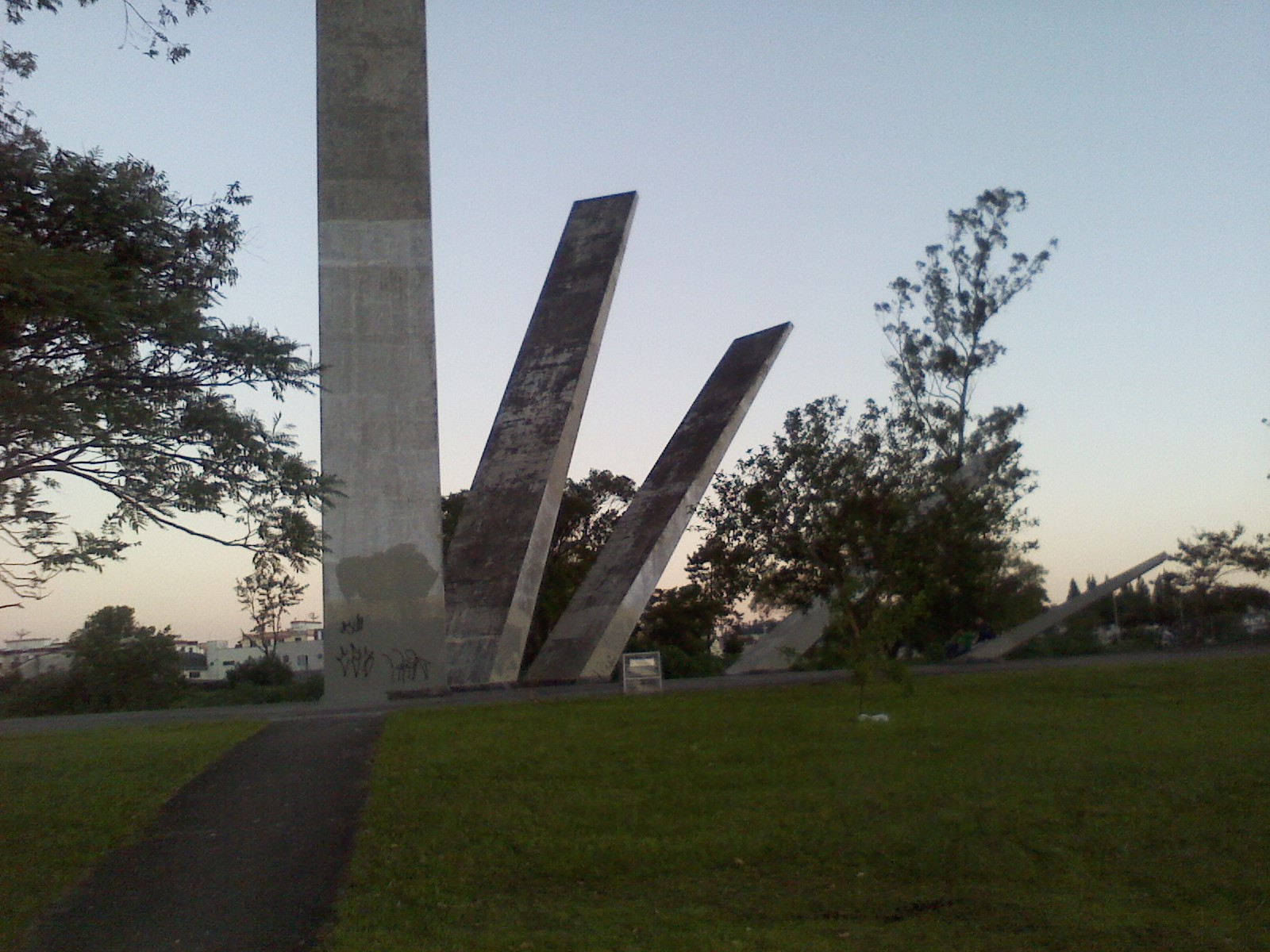
Monumento às Etnias

O Monumento às Etnias é um monumento situado no município catarinense de Criciúma, em homenagem às etnias colonizadoras da cidade, que são as etnias italiana, polonesa, alemã, portuguesa e africana. Localizado no Parque Centenário, o monumento foi fundando em 1981 em função de 100 anos da vinda dos primeiros imigrantes à Criciúma.

## Galeria

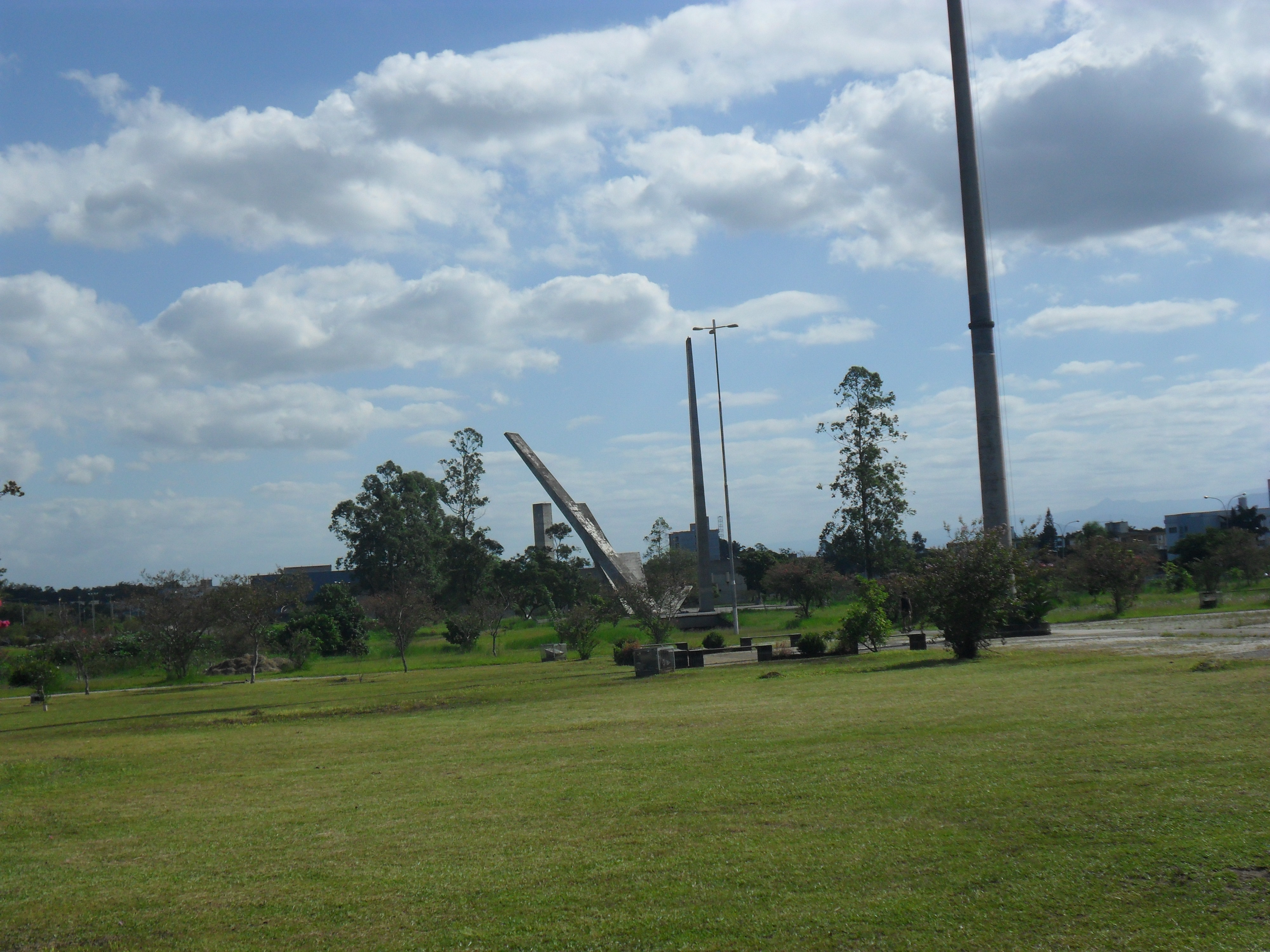
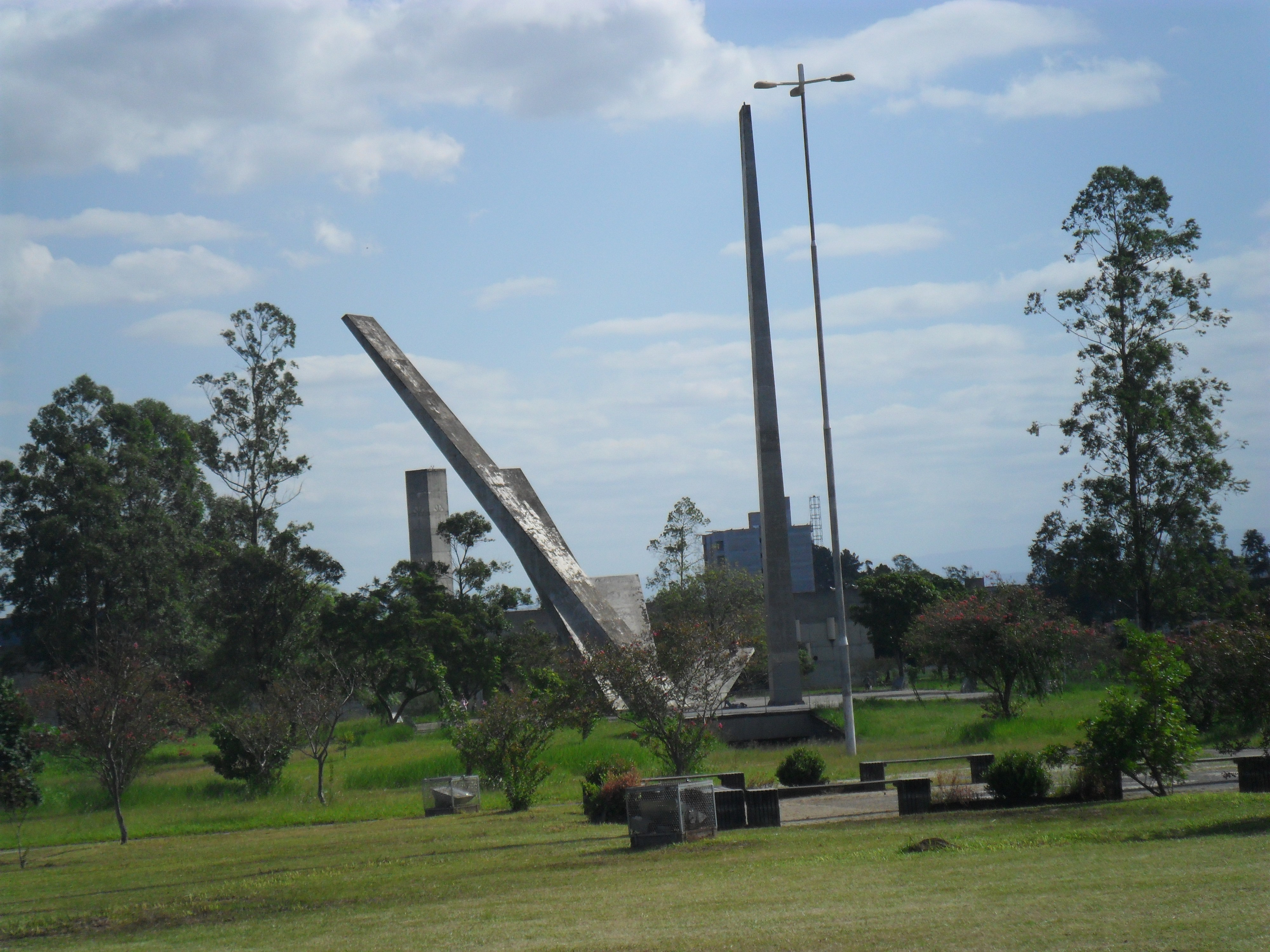